# Annamari Dantja
Annamari Mychаjlivna Dantja (ukrainska: Аннамарі Михайлівна Данча), född Tjundak den 26 mars 1990 i Onokivtsi i Ukrainska SSR, är en ukrainsk snowboardåkare. Hon tog silver i parallellslalom vid VM 2019. Hon har tävlat för Ukraina i fyra olympiska spel (Vancouver 2010, Sotji 2014, Pyeongchang 2018 och Peking 2022).

## Resultat

### Olympiska spel
| Tävling          | Parallellstorslalom | Parallellslalom |
| ---------------- | ------------------- | --------------- |
| Vancouver 2010   | 16:e                | i.u.            |
| Sotji 2014       | 21:a                | 21:a            |
| Pyeongchang 2018 | 28:e                | i.u.            |
| Peking 2022      | 26:e                | i.u.            |

### Världsmästerskap
| Tävling            | Parallellstorslalom | Parallellslalom |
| ------------------ | ------------------- | --------------- |
| Arosa 2007         | 51:a                | 46:e            |
| Gangwon 2009       | 25:e                | 15:e            |
| La Molina 2011     | 17:e                | 15:e            |
| Stoneham 2013      | 25:e                | 31:a            |
| Sierra Nevada 2017 | 32:a                | 17:e            |
| Utah 2019          | 6:e                 | Silver          |
| Rogla 2021         | 26:e                | 19:e            |